# Frid Ingulstad
Frid Ingulstad (* 4. September 1935 in Oslo) ist eine norwegische Schriftstellerin. Mit über vier Millionen verkauften Büchern ist sie die erfolgreichste Autorin ihres Landes.

## Leben
Sie ist in Nordstrand in Oslo aufgewachsen, wo sie auch heute noch lebt. Sie machte eine Ausbildung als Stewardess und übte diesen Beruf aus. Später war sie als Schiffstelegrafistin zur See tätig.

## Autorin
Ingulstad hat insgesamt über 175 Bücher geschrieben. Sie schreibt historische, psychologische, Spannungs- und Liebesromane und Sachbücher.
Das erste Buch der Serie Ingebjørg Olavsdatter (fünf Bücher pro Jahr) ist jetzt auf Deutsch erhältlich und heißt auf Deutsch Schicksalsmond, verlegt im Projekte Verlag.
Das Kinderbuch Elgar der Elch (2000) ist bisher das einzige auf Deutsch erschienene Kinderbuch. Sie gilt als Meinungsmacherin in Norwegen. Von ihr veranstaltete Leserwanderungen haben bis zu 1000 Teilnehmer.
Ihre Romanreihe Sønnavind ist zurzeit Norwegens erfolgreichste Serie. Ungefähr 55.000 Exemplare werden je Buch verkauft. Die Serie wird auch in Polen herausgegeben.

## Werke (Auswahl)
- 2009 Blodsbånd
- 2008 Amerikadukken
- 2007 Avlat
- 2007 Min historie, die Biografie der Autorin
- 2006 Familiebånd
- 2005 Blant riddere og stormenn
- 2004 Alvevind
- 2003 Bak klosterets murer
- 2002 Farlig fortid
- 2000 Det skandinaviske Troll
- 2000 Elgar der Elch, EBF Verlag, ISBN 8204065019
- 1999 Eufemia
- 1998 Ellisiv
- 1997 Den magiske julegaven
- 1995 Mannemakt og mørkemakter
- 1994 Det spøker på nissegården[1]